# São José do Calçado
São José do Calçado este un oraș în statul Espírito Santo (ES) din Brazilia.